# Some Hearts (preluare de Carrie Underwood)
Versiunea lui Carrie Underwood după cântecul „Some Hearts”, interpretat în original de Marshall Crenshaw  a fost lansată la finele anului 2005. Piesa a fost lansată ca cel de-al treilea disc single al materialului cu același nume. Piesa a fost lansată doar pentru posturile de radio ce promovează muzica pop, ocupând poziții de top 30 în Hot Adult Contemporary Tracks și în Billboard Adult Top 40.

## Clasamente
| Clasament                     | Poziția maximă | Referință |
| ----------------------------- | -------------- | --------- |
| Hot Adult Contemporary Tracks | 12             | [ 3 ]     |
| Billboard Adult Top 40        | 22             | [ 3 ]     |